# Telestes (König von Korinth)
Telestes (altgriechisch Τελέστης Teléstēs), der Sohn des Aristomedes, war ein König von Korinth. 
Als sein Vater starb, war Telestes noch ein Kind, deshalb bemächtigte sich sein Onkel und Leibwächter Agemon der Herrschaft. Diesem folgte sein Sohn Alexander auf den Thron von Korinth. Erst als Telestes Alexander tötete, konnte er die Regierung seines Vaters antreten. Nach zwölfjähriger Herrschaft wurde Telestes jedoch von Arieus und Perantas getötet und Automenes wurde sein Nachfolger.